# Bad Reputation (album, Thin Lizzy)
Bad Reputation je osmé studiové album irské rockové skupiny Thin Lizzy. Vydáno bylo v září roku 1977 společností Vertigo Records a spolu se členy kapely jej produkoval Tony Visconti. Umístilo se na čtvrté příčce britské hitparády. Na obalu alba je fotografie pouze tří členů kapely – kytarista Brian Robertson totiž hrál pouze ve třech písních.

## Seznam skladeb
1. Soldier of Fortune – 5:18
2. Bad Reputation – 3:09
3. Opium Trail – 3:58
4. Southbound – 4:27
5. Dancing in the Moonlight (It's Caught Me in Its Spotlight) – 3:26
6. Killer Without a Cause – 3:33
7. Downtown Sundown – 4:08
8. That Woman's Gonna Break Your Heart – 3:25
9. Dear Lord – 4:26

## Obsazení
Thin Lizzy
- Phil Lynott – zpěv, baskytara, smyčcový syntezátor, keltská harfa
- Scott Gorham – kytara
- Brian Robertson – kytara, talkbox, klávesy
- Brian Downey – bicí, perkuse

Ostatní hudebníci
- Jon Bojic – doprovodné vokály
- Ken Morris – doprovodné vokály
- Mary Hopkin-Visconti – doprovodné vokály
- John Helliwell – saxofon, klarinet